# 江藤拓
江藤 拓（えとう たく、1960年〈昭和35年〉7月1日 - ）は、日本の政治家。自由民主党所属の衆議院議員（8期）。
農林水産大臣（第63・71代）、内閣総理大臣補佐官（第4次安倍第1次改造内閣）、農林水産副大臣（第2次安倍内閣）、農林水産大臣政務官（福田康夫改造内閣・麻生内閣）、衆議院災害対策特別委員長、同北朝鮮による拉致問題等に関する特別委員長、同農林水産委員長、自由民主党成長産業化委員会委員長、同鳥インフルエンザ対策本部本部長、同農林部会長、同宮崎県支部連合会会長などを歴任。

## 来歴

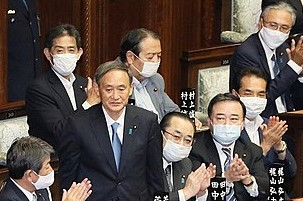
2020年9月16日、衆議院本会議で内閣総理大臣に指名された菅義偉を拍手で送る江藤

宮崎県門川町出身（現住所は日向市亀崎東）。父は、建設大臣、運輸大臣、総務庁長官を歴任した元衆議院議員の江藤隆美。
1979年に宮崎県立宮崎西高等学校、1985年に成城大学経済学部経済学科卒業。ハーバード大学国際問題研究所客員研究員、江藤隆美秘書などを経て、2003年の第43回衆議院議員総選挙に、父の地盤を引き継いで宮崎2区から無所属で立候補し、初当選。
2005年7月5日の郵政民営化法案の衆議院本会議採決で反対票を投じたため、同年9月11日の第44回衆議院議員総選挙では自民党の公認を得られず、無所属で宮崎2区から出馬。自民党公認候補の上杉光弘らを破って再選されたが、当選後の特別国会に再提出された郵政法案の採決では、一転して賛成票を投じた。その後、同年10月28日に党紀委員会からの離党勧告を受け、自民党を離党。2006年11月27日、自民党に復党届と誓約書を提出。同年12月4日に党紀委員会で復党が認められ、自民党に復帰した（郵政造反組復党問題）。
2008年8月、福田康夫改造内閣において農林水産大臣政務官に就任。2009年8月30日の第45回衆議院議員総選挙に自民党から出馬し3選。公明党の推薦も受けた。2010年6月、所属していた伊吹派を再び退会した。以降は無派閥で活動している。
2012年12月16日の第46回衆議院議員総選挙で4選。同月発足した第2次安倍内閣において農林水産副大臣に就任。2014年12月14日の第47回衆議院議員総選挙で5選。2017年10月22日の第48回衆議院議員総選挙で6選。2018年10月2日に第4次安倍改造内閣にて、内閣総理大臣補佐官（ふるさとづくりの推進及び農林水産物の輸出振興担当）に任命された。

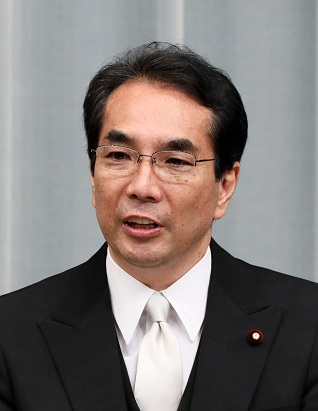
農林水産大臣就任時の記者会見にて

2019年9月11日に第4次安倍第2次改造内閣にて、農林水産大臣に任命され、初入閣。
2021年10月31日の第49回衆議院議員総選挙で7選。
2024年9月12日、自民党総裁選挙が告示され、旧岸田派からは林芳正と上川陽子の2人が立候補した。江藤は林の選対責任者を務めるとともに推薦人に名を連ねた。9月27日総裁選執行。1回目の投票では林芳正に投じた。得票数1位の高市早苗と2位の石破茂が進んだ決選投票では高市に投じた。同年10月27日の第50回衆議院議員総選挙で8選。同年11月11日に第2次石破内閣にて農林水産大臣に任命され、2度目の入閣を果たした。
2025年5月21日、「米は買ったことがない 売るほどある 」などと問題発言した責任を取りたいとして、石破茂首相に農林水産大臣の辞表を提出し、受理された。同月24日には自民党宮崎県連会長も辞任した（#不祥事・問題発言）。

## 政策・主張
- 慰安婦問題に関して、歴史事実委員会が2007年6月14日に出した意見広告「THE FACTS」に賛同者として名を連ねた[16]。しかし、第47回衆議院議員総選挙の際に行われた新聞社によるアンケートでは、村山談話と河野談話について見直すべきではないとしている。
- たばこ税の増税に反対[17]。
- 選択的夫婦別姓制度の導入に反対[18]。

### 宮崎県で流行した口蹄疫問題への対応
2010年4月に発生した宮崎県の口蹄疫問題について、5月11日の衆議院農林水産委員会において、「民主党に現場の本当の苦しみをわかってほしい」「地元では赤松農相の解任を求める声が上がっているが、今は一丸となって取り組むべきだ」と述べた。

## 不祥事・問題発言
- 2014年、江藤が支部長を務める自民党支部が、支援者にカレンダー約2万部を無料で配っていたことが報じられた[22]。公職選挙法は、政治家が選挙区内の人へ現金や物品などの「財産上の利益」を贈る「寄付」を禁じている[22]。
- 2016年11月、2017年12月、2018年12月に東京都千代田区のホテルで開かれた政治資金パーティーで、いずれも宮崎県庁東京事務所の職員が業務の一部を担っていたことが、2019年11月に発覚した[23]。
- 2019年9月21日の参院農林水産委員会において、2018年9月以降感染拡大が続く豚熱（豚コレラ）をめぐり、「そもそも、神様が悪い」と発言した。野党議員から「終息が見通せない中、責任回避にも聞こえる」と指摘を受けたことから、江藤はすぐに発言を撤回し、議事録からも削除した[24]。
- 2025年2月28日の予算委員会において、「法律に基づいて備蓄米は運用しなければなりません。食糧法、財政法に基づいて、これは運用しなければなりません。これは、立憲民主党の方もおられますが、立憲主義ですから、法律はしっかり守らなければなりません。そういうことでありますから、価格の安定なんて書いてありません。食糧法にはですね。書いてありません！書いてありません！書いてありません！」と、「主要食糧の需給及び価格の安定に関する法律」（略称：食糧法）について、答弁した。その後野党側や事務方から指摘され、「大変失礼しました。書いてありました」と発言を訂正した[25]。平成六年法律第百十三号 主要食糧の需給及び価格の安定に関する法律
（主要食糧の需給及び価格の安定を図るための基本方針）
第二条
政府は、米穀の需給及び価格の安定を図るため、米穀の需給の適確な見通しを策定し、これに基づき、整合性をもって、米穀の需給の均衡を図るための生産調整の円滑な推進、米穀の供給が不足する事態に備えた備蓄の機動的な運営及び消費者が必要とする米穀の適正かつ円滑な流通の確保を図るとともに、米穀の適切な買入れ、輸入及び売渡しを行うものとする。
- 2025年5月18日に佐賀市で行われた自民党佐賀県連の政治資金パーティー「政経セミナー」の講演において、「（私は米を）買ったことがありません。支援者の方がたくさん下さるのでまさに売るほどある。私の家の食品庫には」と発言[26]。翌19日に「講演で強調した言い方になってしまった。正確性を欠いた」「消費者に（備蓄米を）玄米でも手にとってほしいと強調したかった。定期的に米は買っている」と釈明した[27]。同日、石破茂首相から官邸に呼ばれて厳重注意を受けた後、記者団の取材に応じ、「全面的に撤回して皆さまにおわび申し上げたい」と陳謝した[28]。翌20日に「売るほどある」という表現について「宮崎弁的な言い方でもあった」と釈明を追加した[29]。最終的には辞任を余儀なくされたが、父親の隆美も遡ること30年前の1995年に失言がきっかけとなって総務庁長官を辞任しており、親子二代にわたって舌禍事件で閣僚のポストを失うこととなった[30]。

## 人物
- 農林水産大臣就任直後、農林水産省広報室に「農水省のホームページを若いのが見るか?」「YouTuberとか流行っているだろ。あれをやれ」「面白ければなんでもいい」「そんなことまでやっちゃっていいの? ということに挑戦しろ」と発破をかけ、これが農水省公式YouTubeチャンネル「BUZZ MAFF」の立ち上げのきっかけとなった。動画内で自身がいじられることも許容したという[31]。
- 新型コロナウイルス感染拡大をうけマスクを着用して公務にいそしんでいるが、奈良県のブランド木材「吉野ヒノキ」で作った木製マスクを着けて登場した。同県が地元の高市早苗総務大臣から贈られたという[32]。
- 子供のころの夢は消防士、大人になってからはすし職人になりたかったという[33]。
- 趣味は釣り[34]。
- 空手は三段の腕前[35]。
- 党農林部会長代理、農林水産大臣政務官、党農林部会長（影の内閣 農林大臣）、農林水産副大臣、農林水産大臣と農林水産行政に精通している生粋の農林水産族議員である。

## 所属団体・議員連盟
- 自民党たばこ議員連盟[36]
- 創生「日本」（副幹事長）
- 日本会議国会議員懇談会（幹事）
- 神道政治連盟国会議員懇談会
- TPP交渉における国益を守り抜く会（会長）
- 真の人権擁護を考える懇談会
- 平和を願い真の国益を考え靖国神社参拝を支持する若手国会議員の会
- 価値観外交を推進する議員の会
- 天皇陛下御即位二十年奉祝国会議員連盟（事務局次長）
- 北朝鮮に拉致された日本人を早期に救出するために行動する議員連盟
- 高速道路建設推進議員連盟
- トラック輸送振興議員連盟

## 選挙
| 当落 | 選挙                   | 執行日         | 年齢 | 選挙区      | 政党       | 得票数     | 得票率 | 定数 | 得票順位 /候補者数 | 政党内比例順位 /政党当選者数 |
| ---- | ---------------------- | -------------- | ---- | ----------- | ---------- | ---------- | ------ | ---- | ------------------ | ---------------------------- |
| 当   | 第43回衆議院議員総選挙 | 2003年11月09日 | 43   | 宮崎県第2区 | 無所属     | 8万8540票  | 43.63% | 1    | 1/4                | /                            |
| 当   | 第44回衆議院議員総選挙 | 2005年09月11日 | 45   | 宮崎県第2区 | 無所属     | 10万1809票 | 47.23% | 1    | 1/3                | /                            |
| 当   | 第45回衆議院議員総選挙 | 2009年08月30日 | 49   | 宮崎県第2区 | 自由民主党 | 12万567票  | 56.89% | 1    | 1/4                | /                            |
| 当   | 第46回衆議院議員総選挙 | 2012年12月16日 | 52   | 宮崎県第2区 | 自由民主党 | 11万3432票 | 68.31% | 1    | 1/3                | /                            |
| 当   | 第47回衆議院議員総選挙 | 2014年12月14日 | 54   | 宮崎県第2区 | 自由民主党 | 11万1850票 | 78.39% | 1    | 1/2                | /                            |
| 当   | 第48回衆議院議員総選挙 | 2017年10月22日 | 57   | 宮崎県第2区 | 自由民主党 | 9万8170票  | 69.74% | 1    | 1/3                | /                            |
| 当   | 第49回衆議院議員総選挙 | 2021年10月31日 | 61   | 宮崎県第2区 | 自由民主党 | 9万4156票  | 62.20% | 1    | 1/2                | /                            |
| 当   | 第50回衆議院議員総選挙 | 2024年10月27日 | 64   | 宮崎県第2区 | 自由民主党 | 7万4367票  | 52.34% | 1    | 1/3                | /                            |